# 宇牟須牟札

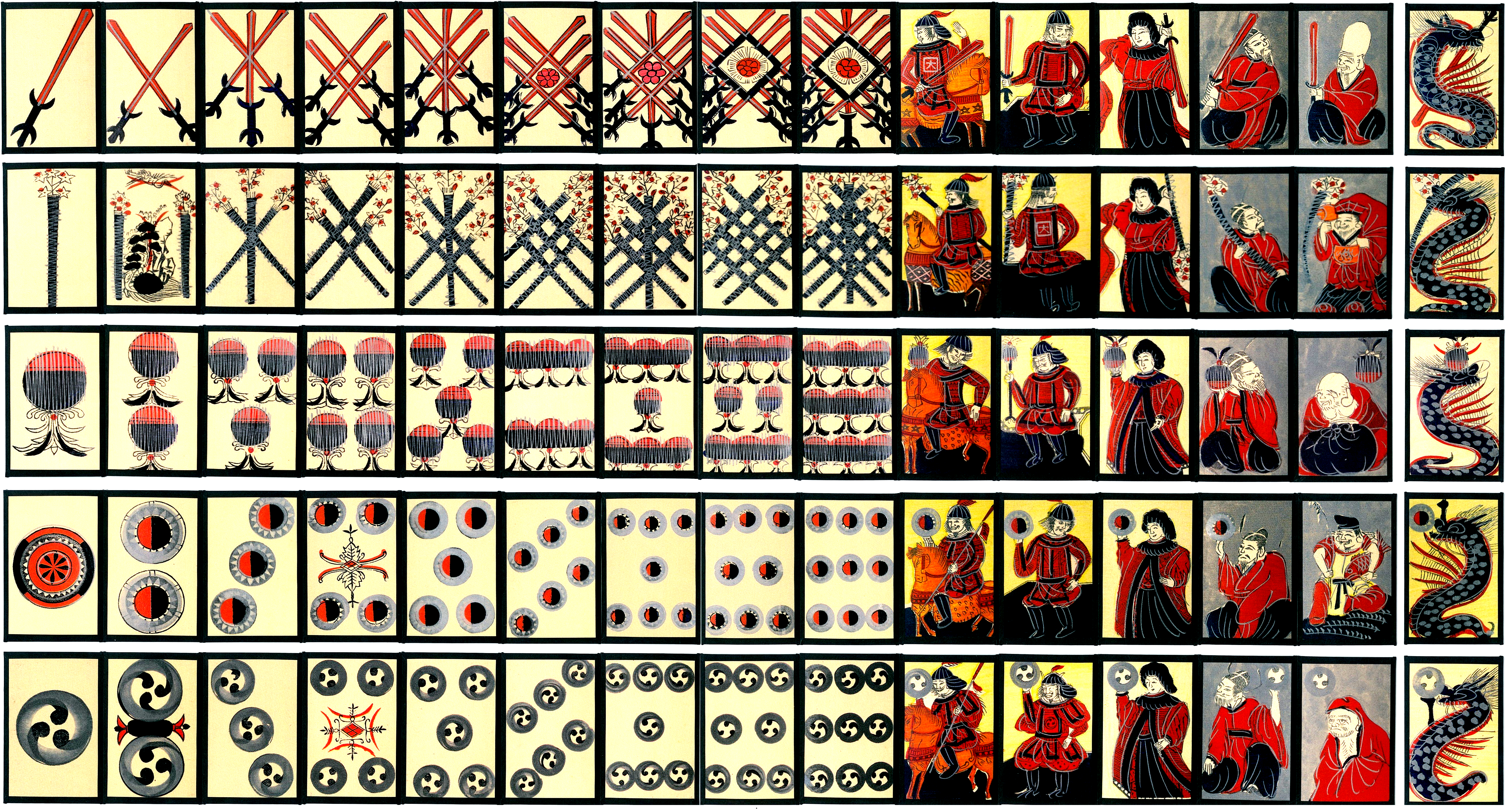

宇牟須牟骨牌，又译宇牟須牟札，是江戶時代的日本傳統牌具，由天正札所演變，現在流傳於熊本縣人吉市。

## 名称
新村出认为“宇牟”（Un）来自葡萄牙语的Um（一），“須牟”（Sun）来自Summa（最大）。 尾佐竹猛认为“須牟”可能来自于长度单位“寸”。

## 牌具

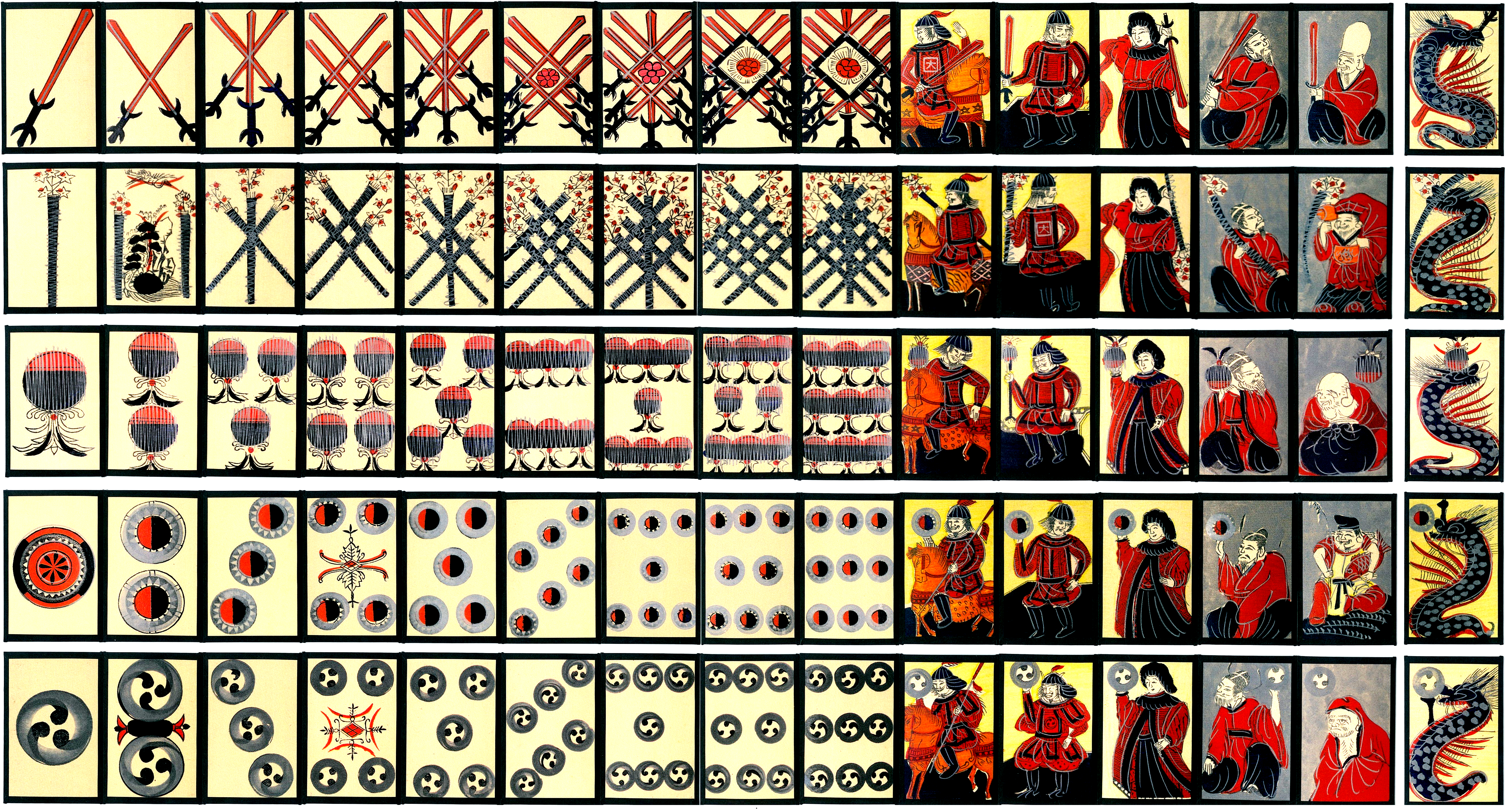
嗚吋札

花色除了西洋遊戲牌的寶劍、棍棒、聖杯、錢幣，增加巴紋。人頭牌增加唐人、福神。另外還有龍的牌。每種一張，共七十五張牌。
| 花色     |          |            |             |          |           |
| 名称     | Isu イス | Kotsu コツ | Ouru オウル | Hau ハウ | Guru グル |
| 葡萄牙語 | Espadas  | Copas      | Ouros       | Paus     | Girar     |
| 意味     | 刀剑     | 聖杯       | 貨幣        | 棍棒     | 回旋      |

## 游戏方法
- 宇牟須牟（日语：うんすん）：3-6人游戏。
- 八人メリ：8人游戏
- 天下取（日语：天下とり）：3-8人游戏。